# Каменные Ключи (Оренбургская область)
Ка́менные Ключи́ — село в Асекеевском районе Оренбургской области. Входит в состав Мочегаевского сельсовета.

## История
В 1966 году указом Президиума Верховного Совета РСФСР село Ивановка переименовано в Каменные Ключи.

## Население
| 2010 |
| ---- |
| 115  |

## Улицы
В селе имеется одна улица — Садовая.